# Canton de Figeac-Ouest
Le canton de Figeac-Ouest est une ancienne division administrative française située dans le département du Lot et la région Midi-Pyrénées.

## Géographie
Ce canton était organisé autour de Figeac dans l'arrondissement de Figeac. Son altitude variait de 150 m (Faycelles) à 490 m (Planioles) pour une altitude moyenne de 262 m.

## Représentation

### Conseillers d'arrondissement (de 1833 à 1940)
| Période                                  | Période | Identité                                 | Étiquette   | Qualité |
| ---------------------------------------- | ------- | ---------------------------------------- | ----------- | --- |
| 1833                                     | 1839    | Jean Pierre Aristide Maynard (1793-1870) |             | Avocat à Figeac, conseiller honoraire à la Cour Impériale d'Agen                                            |
| 1839                                     |         | Gabriel Froment (1773-1858)              |             | Juge au Tribunal de Figeac, propriétaire à Figeac et propriétaire du château de Palis à Fourquevaux         |
|                                          |         |                                          |             | |
| 1886                                     |         | Paul Born                                | Républicain | Maire de Fons                                                                                               |
|                                          |         |                                          |             | |
| 1919                                     |         | Jean Simon Lacabane (1866-1931)          | Radical     | Propriétaire agriculteur, maire de Fons                                                                     |
|                                          | 1940    | M. Gavaroc                               | Radical     | |
| 1940                                     |         |                                          |             | Les conseils d'arrondissement ont été suspendus par la loi du 12 octobre 1940 et n'ont jamais été réactivés |
| Les données manquantes sont à compléter. |         |                                          |             | |

### Conseillers généraux de 1833 à 2015
| Période | Période      | Identité             | Étiquette              | Qualité |
| ------- | ------------ | -------------------- | ---------------------- | --- |
| 1833    | 1842         | Gaëtan Murat         | Bonapartiste           | Propriétaire du château de la Bastide Député (1830-1831)                                                      |
| 1842    | 1861         | Eugène Guary         |                        | Médecin, maire de Figeac                                                                                      |
| 1861    | 1883         | Joachim Cipières     |                        | Docteur en médecine à Figeac                                                                                  |
| 1883    | 1906 (décès) | Louis Vival          | Rad.                   | Propriétaire terrien et avoué Maire de Figeac (1883-1906) Député (1889-1906)                                  |
| 1906    | 1940         | Joseph Loubet        | Rad.                   | Avoué Sénateur (1909-1941) Maire de Figeac (1931-1942)                                                        |
|         |              |                      |                        | |
| 1945    | 1974 (décès) | Georges Juskiewenski | SFIO puis DVG puis CDP | Docteur en médecine Député (1956-1967) Maire de Figeac (1947-1974) Membre du Conseil Economique et Social     |
| 1974    | 1992         | Marcel Costes        | PS                     | Artisan carrossier Sénateur (1983-1992) 1er Adjoint au Maire de Figeac (1977-1995)                            |
| 1992    | 1998         | Serge Juskiewenski   | DVD                    | Professeur agrégé à la Faculté de Médecine de Toulouse Conseiller municipal de Livernon                       |
| 1998    | 2015         | André Mellinger      | PS                     | Dentiste Maire de Figeac depuis 2014 Vice-Président du Conseil Général Elu en 2015 dans le Canton de Figeac-1 |

## Composition
Le canton de Figeac-Ouest se composait d’une fraction de la commune de Figeac et de neuf autres communes. Il comptait 10 775 habitants (population municipale) au 1er janvier 2012.
| Nom                | Code Insee | Intercommunalité | Population (dernière pop. légale)             |
| ------------------ | ---------- | ---------------- | --------------------------------------------- |
| Figeac (chef-lieu) | 46102      | CC Grand-Figeac  | Fraction : 5 682(2012) Commune : 9 820 (2014) |
| Béduer             | 46021      | CC Grand-Figeac  | 753 (2014)                                    |
| Camboulit          | 46052      | CC Grand-Figeac  | 264 (2014)                                    |
| Camburat           | 46053      | CC Grand-Figeac  | 405 (2014)                                    |
| Capdenac           | 46055      | CC Grand-Figeac  | 1 093 (2014)                                  |
| Faycelles          | 46100      | CC Grand-Figeac  | 644 (2014)                                    |
| Fons               | 46108      | CC Grand-Figeac  | 398 (2014)                                    |
| Fourmagnac         | 46111      | CC Grand-Figeac  | 154 (2014)                                    |
| Lissac-et-Mouret   | 46175      | CC Grand-Figeac  | 925 (2014)                                    |
| Planioles          | 46221      | CC Grand-Figeac  | 488 (2014)                                    |

## Démographie avant 2015
| 1962 | 1968 | 1975 | 1982 | 1990  | 1999  | 2006   | 2011   | 2012   |
| ---- | ---- | ---- | ---- | ----- | ----- | ------ | ------ | ------ |
| -    | -    | -    | -    | 9 804 | 9 695 | 10 697 | 10 796 | 10 775 |